# Hans-Christian Tappe
Hans-Christian Tappe (* 26. März 1943 in Stralsund) ist ein deutscher Buchillustrator, Maler, Schriftsteller und Architekt.

## Biographie
Hans-Christian Tappe wuchs in Wilhelmshaven als Sohn des Architekten und Stadtbaurats Ulrich Tappe auf. Seit 1967 lebt er in Berlin, studierte Architektur und Malerei. Danach arbeitete er als Architekt im Referat IVE der Berliner Senatsverwaltung Bau- und Wohnungswesen. Seit den 1970er Jahren ist er als freischaffender (nichtgewerblicher) bildender Künstler tätig. Hans-Christian Tappe schied 2001 aus leitender Stellung im Senatsdienst aus und betätigt sich seitdem vor allem als Künstler. Er lebte und malte seitdem gemeinsam mit seiner Frau Erika Tappe (1939–2019) in Berlin.

## Künstlerisches Schaffen
Hans-Christian Tappe lernte zunächst autodidaktisch, dann bei Reinhard Stangl, Franz Grabmayr und Peter Herrmann.
Er reist und stellte bisher seine Werke in Europa und Russland aus. Seine Malerei ist abstrakter als die von Erika Tappe, sein weites Repertoire reicht von Ölmalerei und Zeichnungen über Abstraktion bis zu Aktdarstellungen.

## Bücher
als Illustrator
- Salean A. Maiwald: Gedichte. (= Mitlesebuch. 60). Aphaia Verlag, Berlin 2003.
- Steffen Marciniak: Äolsharfenklänge. Anthea Verlag, Berlin 2018.
- Joachim Hildebrandt: Schwalben am Ionischen Meer. Anthea Verlag, Berlin 2019.
- Steffen Marciniak (Hrsg.): Entführung in die Antike. Verlag PalmArtPress, Berlin 2019.

als Autor
- Stadtsplitter. Gedichte und Grafik, Aphaia Verlag, Berlin 2008, ISBN 978-3-926677-70-9.
- Mit gelbem Stift. (= Mitlesebuch. 138). Aphaia Verlag, Berlin 2015.

als Autor in Anthologien
- Mythos des Unsichtbaren. Jubiläums-Almanach. Gedicht und Grafik, Aphaia Verlag Berlin 2007, ISBN 978-3-926677-68-6.
- Jorgos Taverne. In: Griechische Einladung in die Musik. Größenwahn Verlag, Frankfurt am Main 2017, ISBN 978-3-95771-150-2.
- Priapos tanzt für die Sinnlichkeit. In: Entführung in die Antike. Verlag PalmArtPress, Berlin 2019, ISBN 978-3-96258-039-1.